# غتشين بايين (غتشين)
غتشین بایین (بالفارسية: گچین پایین) هي قرية تقع في إيران في هرمزغان. يقدر عدد سكانها بـ 2,376 نسمة .